# Vélez-Blanco
Vélez-Blanco là một đô thị thuộc tỉnh Almería, ở cộng đồng tự trị Andalusia, Tây Ban Nha. Đô thị này có diện tích 441 km², dân số năm 2005 là 2126 người.

## Biến động dân số
| 1999  | 2000  | 2001  | 2002  | 2003  | 2004  | 2005  |
| ----- | ----- | ----- | ----- | ----- | ----- | ----- |
| 2,144 | 2,061 | 2,043 | 2,001 | 2,052 | 2,051 | 2,126 |

Nguồn: INE (Tây Ban Nha)